# Las tumbas
 Las tumbas  es una película de Argentina filmada en colores dirigida por Javier Torre sobre su propio guion según una versión libre de la novela homónima de Enrique Medina que se estrenó el 8 de agosto de 1991 y que tuvo como actores principales a Norma Aleandro, Federico Luppi, Jorge Mayor e Isabel Quinteros.

## Sinopsis
Un chico de 13 años sufre detenciones y castigos en el Proceso de Reorganización Nacional.

## Reparto
- Norma Aleandro	...	Maria
- Federico Luppi	...	Espiga
- Jorge Mayor	...	La Gaita
- Isabel Quinteros	...	Rosita
- Lidia Catalano	...	Sara
- Sara Benítez	...	Gaucha
- Miguel Dedovich	...	Padre Roque
- Pompeyo Audivert	...	Remolacha
- Julio Suárez
- Andrés Tiengo	...	Chofer
- Julio Arrieta
- Eduardo Saucedo	...	El Pollo
- Miguel Palma	...	Barragán
- Guillermo Marrone	...	Lupini
- Erasmo Olivera	...	Fuguita
- Lidio Ojeda	...	Martínez
- Alejandro Britos	...	Sordomudo
- Adrián Arévalo	...	Morrone
- Marcos Arias	...	Tanito
- Carlos Burgo	...	Burgos
- Martín Andrade	...	Médico

## Premios y nominaciones
En el Festival de Cine de Bogotá de 1991 José Luis Castiñeira de Dios fue galardonado con el Premio Círculo de Oro a la mejor música original.
En el Festival de Cine Internacional de Chicago de 1991 fue seleccionada para competir por el premio Hugo de Oro a la mejor película.
En el Festival de Cine Iberoamericano de Huelva ganó el premio Colón de Oro a la mejor película.

## Comentarios
María Núñez en  Página 12 escribió:

«La narración castiga duro…y sólo a ratos distiende la atmósfera opresiva.»

La Voz del Interior escribió:

«…nada de lo que se cuenta es falso pero sí parcial. Aun quienes sobrellevan existencias durísimas…tienen pequeños espacios de luz…La ausencia de ese condimento resta credibilidad al relato.»

Sergio Olguín en El Amante del Cine de febrero de 1992 opinó:

«(la novela es) una obra vigorosa que se destacaba en el panorama de su época. Hoy en día sigue siendo una de las mejores novelas que ha dado la narrativa nacional. Un lenguaje descarnado, una historia infrecuente, un ritmo inusual y cierto humor, hacían de Las tumbas un libro admirable… En esta película Torre muestra un crecimiento profesional con respecto a la anterior pero su adaptación de la novela deja bastante que desear. El resultado es una obra que vacila constantemente entre el testimonio y un esteticismo, en este caso, ineficiente…Lo más destacable es la dirección actoral de los chicos que se muestran con la naturalidad que no suelen tener los actores argentinos profesionales. Tanto el protagonista (Eduardo Saucedo) como sus compañeros de infortunio son lo mejor del film. Las tumbas es una película que estaba para mucho más pero que no alcanzó a colmar las expectativas que había convocado.»

Manrupe y Portela escriben:

«Superficial y aburrido desaprovechamiento de un buen tema. Medina se manifestpo en desacuerdo con el tratamiento dado a su novela.»